# Březno, Chomutov
Březno là một làng thuộc huyện Chomutov, vùng Ústecký, Cộng hòa Séc.